# 리처드 해치
리처드 해치(Richard Hatch, 1945년 5월 21일 ~ 2017년 2월 7일)는 미국의 배우이다.

## 출연 작품
- 어사일럼 오브 다크니스 (2017)
- 더 포드 (2014)
- 데드 바이 프라이데이 (2012)
- 배틀스타 갤럭티카: 라스트 프래킨 스페셜 (2009)
- 인에일리어너블 (2008)
- 더 레인 메이커스 (2005)
- 리틀 킬러 (2001, The Ghost)
- 언씬 이블 (1999)
- 르네상스 킬러 (1994)
- 킬리만자로의 복수 (1990)
- 라스트 플래툰 (1988)
- 머슬 비치의 허슬러 (1980)
- 경찰 초년병 (1972)

### 텔레비전
- 호텔 - 시리즈 (1983)
- 다이너스티 (1981)
- SOS 해상 구조대 (1989)
- 배틀스타 갤럭티카 2 (1978)
- 배틀스타 갤럭티카 (1978)
- 배틀스타 갤럭티카 - 78년 시리즈 (1978)
- 사랑의 유람선 (1977)
- 샌프란시스코 수사반 (1972)
- 배틀스타 갤럭티카 - 2004년 시리즈 (2004)
- 월튼네 사람들 (1972)
- 하와이 5-0수사대 (1968)